# António Borges Coelho
António Borges Coelho GCSE • GCL (Murça, 7 de outubro de 1928) é um historiador, poeta e teatrólogo português.

## Percurso Académico
Catedrático jubilado da Faculdade de Letras da Universidade de Lisboa, tem diversos títulos publicados sobre história medieval e começos da Idade Moderna.

### Actividade Política
Dedicado na sua juventude à oposição ao regime do Estado Novo, integrou o Movimento de Unidade Democrática Juvenil e foi funcionário do Partido Comunista Português em 1957, do qual se desfiliou em 1991, consequência da Dissolução da União Soviética. No mesmo ano em que se torna funcionário do PCP foi preso político detido pela PIDE na Prisão de Aljube e na Prisão de Peniche.
A 9 de junho de 1999, foi agraciado com a Grã-Cruz da Ordem Militar de Sant'Iago da Espada. A 27 de novembro de 2018, foi agraciado com a Grã-Cruz da Ordem da Liberdade.

### Obra
Pese embora o valor de seus estudos pioneiros sobre a inquisição portuguesa, a sua principal obra será, porventura, o Portugal na Espanha Árabe, coletânea de textos árabes sobre a ocupação muçulmana daquilo que viria a ser o território de Portugal.

## Obras Publicadas
- Roseira Verde (1962)
- Raízes da Expansão Portuguesa (1964)
- O 25 de Abril e o Problema da Independência Portuguesa
- A Revolução de 1383 (1965)
- Ponte Submersa (1969)
- Portugal na Espanha Árabe (1972-1975)
- Comunas ou Concelhos? (1973)
- Fortaleza (1974)
- No Mar Oceano (1981)
- Questionar a História (1983)
- A Inquisição em Évora (1987)
- Os Nomes das Ruas (1993)
- Ao Rés da Terra (poesia) (2002)
- História de Portugal I - Donde Viemos (2010)
- História de Portugal II - Portugal Medievo (2010)
- História de Portugal III - Largada das Naus (2011)
- História de Portugal IV - Na Esfera do Mundo (2013)
- História de Portugal V - Os Filipes (2015)
- História de Portugal VI - Da Restauração ao Ouro do Brasil (2017)
- História de Portugal VII - Portugal na Europa das Luzes (2022)